# Односи Србије и Уједињеног Краљевства
Односи Србије и Уједињеног Краљевства су инострани односи Републике Србије и Уједињеног Краљевства Велике Британије и Северне Ирске.

## Историја односа
Британска дипломатија је, као и остале европске велике силе, од 30–их година 19. века, покушавала да утиче на односе између Србије и Порте. Први британски дипломата који је посетио Србију био је писац и публициста Дејвид Уркварт, истакнути туркофил и русофоб. Дејвид Уркварт је посетио Кнежевину Србију 1832, 1834. и 1837. године и упознао се са кнезом Милошем и његовом политиком.
Британски конзули у Србији од 1837. су имали много мање утицаја него аустријски и руски конзули. У Цариграду, међутим, британски амбасадор имао је, после Кримског рата (1853 – 1856), пресудни утицај. Зато су главну дирекцију спољној политици Велике Британије према Србији давали британски амбасадори у Цариграду. У време друге владавине кнеза Милоша (1858 – 1860) и почетком владавине кнеза Михаила (1860 – 1868), до 1865. године, то је био сир Хенри Булвер.

### Велика источна криза
На Берлинском конгресу 1878. Британија стаје на страну очувања Османског царства где год је то могуће

### Лондонска конференција 1912—1913.
Лондонска конференција (1912—1913) је сазвана у децембру 1912. због успјеха чланица Балканског савеза у борбама против Османског царства током Првог балканског рата, а завршава се 30. маја 1913. године, кад је потписан Лондонски споразум (1913).

### Први светски рат
Уједињено Краљевство је објавило рат Аустроугарској 12. августа 1914.

### Односи Југославије и Уједињеног Краљевства

#### Други светски рат и после
У време Другог светског рата у Лондону су се налазили Краљ Петар II и Влада Краљевине Југославије у егзилу.
Проглашење ФНРЈ, 29. новембра 1945. било је дипломатским путем нотификовано свим државама. ФНРЈ је британска влада признала 22. децембра 1945.
Тито је посетио Лондон у броду Галеб 1953.
Британски престолонаследник принц Чарлс (који ће касније постати краљ Чарлс III) је посетио Југославију 1978.
Премијер Маргарет Тачер је посетила Југославију септембра 1980.

#### Разбијање СФРЈ и агресија на СРЈ
Британска влада је најагресивније подржавала противправну НАТО агресију на СРЈ.
Британска организација „Британски савет“ у кооперацији са Министарством просвете Републике Србије закључила је споразум о развоју програма – „Школа за 21. век“. Програм је финансирала влада УК и обухватао је обуку наставника великог броја основних и средњих школа. Поједини аутори критиковали су ове програме, које је прошло 400.000 наставника и велики број ученика, тврдећи да подстичу развој индивидуализма, грађанског активизма и размишљања о глобалним а не националним проблемима, што дугорочни одговара интересима Уједињеног Краљевства а не Србије.

## Билатерални односи
Србија и Уједињено Краљевство су успоставили званичне дипломатске односе 1837. године.
Уједињено Краљевство је гласало за пријем Косова у УНЕСКО приликом гласања 2015.

### Посете
- Државни секретар за иностране послове Борис Џонсон је посетио Србију новембра 2016.
- Британски престолонаследник принц Чарлс и његова супруга војвоткиња од Корнвола су боравили у посети Србији марта 2016.
- Државни секретар за иностране послове Филип Хамонд је посетио Србију 15. јануара и 8. октобра 2015.
- Државни секретар за иностране послове Вилијам Хејг је био у радним посетама Србији августа 2010, октобра 2012. и маја 2013.
- Јула 2012, председник Р. Србије Томислав Николић је посетио Лондон приликом отварања Олимпијских игара.
- Новембра 2011, председник Р. Србије Борис Тадић је био у посети Уједињеном Краљевству.
- МСП Вук Јеремић је посетио УК септембра 2007, јуна и децембра 2009, јуна и новембра 2010, новембра 2011. те јула 2012.

### Економски односи
- Током 2020, остварен је извоз од 333 и увоз од 271 милиона америчких долара, укупно 603.[7][8]
- У 2019. извезено је робе вредне 364 а увезено за 260 милиона УСД, укупно 624.
- Током 2018, остварен је извоз од 319 и увоз од 293 милиона америчких долара, 612.

### Дипломатски представници

#### У Београду
°   Едвард Фергусон, амбасадор, 2023.
°   Доминик Отвеј, заменик амбасадора, 2022. 
- Шан Меклауд, амбасадорка, 2019-2023.
- Трејси Галагер, заменица амбасадорке, 2019-2023.

- Денис Киф, амбасадор, 2014 – 2019.[9][10]
- Дејвид Мекфарлан, заменик амбасадора, 2013–2014.
- Мајкл Девенпорт, амбасадор, 2011 – 2013.
- Бил Лонгхерст, заменик амбасадора, 2010 – 2012.
- Стивен Вордсворт, амбасадор, 2007 – 2010.
- Дејвид Меклрој, заменик амбасадора, 2006 – 2007.
- Дејвид Гауан, амбасадор, 2003 – 2006.
- Сара Прајс, отпр. послова, 2003.
- Чарлс Крофорд, амбасадор, 2001 – 2003.
- Дејвид Ландсман, отпр. послова, 2000 – 2001.
- Брајан Донели, амбасадор, 1997 – 1999.
- Ајвор Робертс, отпр. послова, 1994 – 1995. а потом и амбасадор, 1995 – 1997.
- Питер Хол, амбасадор, 1989 – 1992.
- Ендру Вуд, амбасадор, 1985 – 1989.
- Кенет Скот, амбасадор, 1982 – 1985.
- Едвин Боланд, амбасадор, 1980 – 1982.
- Роберт Фарвхартсон, амбасадор, 1977 – 1980.
- Дагалд Стјуарт, амбасадор, 1971 – 1977.
- Теренс Гарви, амбасадор, 1968 – 1971.
- Данкан Вилсон, амбасадор, 1964 – 1968.
- Мајкл Кресвел, амбасадор, 1960 – 1964.
- Џон Волтер Николс, амбасадор, 1957 – 1960.
- Френк Робертс, амбасадор, 1954 – 1957.
- Ајво Малет, амбасадор, 1951 – 1954.
- Чарлс Пик, амбасадор, 1946 – 1951.
- Ралф Стивенсон, посланик, 1943 – 1946.
- Џорџ Вилијам Рендел, посланик, 1941 – 1942. а потом и амбасадор, 1942 – 1943.
- Роналд И. Кембел, посланик, 1939 – 1941.
- Роналд Х. Кембел, посланик, 1935 – 1939.
- Невил Хендерсон, посланик, 1929 – 1935.
- Хауард Кенард, посланик, 1925 – 1929.
- Олбан Јанг, посланик, 1919 – 1925.
- Чарлс Луис дес Грац, посланик, 1914 – 1919.
- Ралф Пеџет, посланик, 1910 – 1913.
- Џејмс Вајтхед, посланик, 1906 – 1910.

После убиства краља Александра и краљице Драге 29. маја 1903, британска влада је одлучила да повуче Џорџа Бонама, свог посланика у Београду и прекине дипломатске односе са Србијом. Пошто је нова српска влада Николе Пашића пензионисала петорицу официра завереника, дипломатски односи су обновљени именовањем британског посланика у Београду на трогодишњицу њиховог прекида, 29. маја 1906.
- Френсис Барт Џорџ Бонхам, посланик, 1900 – 1903.
- Роналд Д.Г. Мекдоналд, заменик конзула, 1892 – 1893. а потом и конзул, 1898 – 1900.
- Едмунд Даглас Фејн, посланик, 1893 – 1898.
- Фредерик Роберт Синџон, посланик, 1888 – 1890, а затим само генерални конзул, 1890 – 1892.
- Џорџ Виндам, министар резидент, 1885 – 1886. а потом и посланик, 1886 – 1888.
- Сидни Локок, мин. резидент, 1881 – 1885.
- Џералд Френсис Гулд, мин. резидент, 1879 – 1881.
- Виљем Артур Вајт, агент и ген. конзул, 1875 – 1879.
- Џон Август Лонгворт, ген. конзул, 1860 – 1875. и агент, 1869 – 1875.
- Роберт Булвер Литон, ген. конзул, 1860.
- Томас де Греније де Фонбланк, ген. конзул, 1842 – 1859. (Почетком 1860. године британски конзул Фонбланк се разболео и изненада умро.)

Британија после повлачења конзула Хоџиза није имала представника у Србији све до 1842. године.
- Џорџ Лојд Хоџиз, конзул, 1837 – 1839.

#### У Лондону
Амбасада Републике Србије у Лондону (Велика Британија) радно покрива Ирску.
- Александра Јоксимовић, амбасадор, 2019 –
- Наташа Марић, отправник послова, 2017 – 2018.
- Огњен Прибићевић, амбасадор, 2013 – 2017.
- Дејан Поповић, амбасадор, 2009 – 2013.
- Драган Жупањевац, отпр. послова, 2007 – 2009.
- Ђоко Трипковић, отпр. послова, 2006. -
- Драгиша Бурзан, амбасадор, 2004 – 2006.
- /  Владета Јанковић, амбасадор, 2001 – 2004.
- Милош Радуловић, 1996 – 1999.
- Радојко Богојевић, отпр. послова, 1993 – 1996.
- /  Светозар Рикановић, 1989 – 1993.
- Митко Чаловски, 1985 – 1989.
- Драги Стаменковић, 1981 – 1985.
- Живан Берисављевић, 1976 – 1981.
- Богдан Орешчанин, 1973 – 1976.
- Добривоје Видић, 1970 – 1973.
- Иво Сарајчић, 1966 – 1970.
- Александар Демајо, отпр. послова, 1965 – 1966.
- Срђа Прица, 1960 – 1965.
- Иво Вејвода, 1956 – 1960.
- Владимир Велебит, 1952 – 1956.
- Јоже Брилеј, 1950 – 1952.
- Обрад Цицмил, 1948 – 1950.
- /  Љубо Леонтић, 1945 – 1948.
- Владимир Рибарж, отпр. послова, 1944 – 1945.
- Богољуб Јевтић, 1943 – 1944. (први у рангу амбасадора)
- Владимир Милановић, отпр. послова, 1941 – 1943.
- Иван Суботић, 1939 – 1941.
- Драгомир Касидолац, 1937 – 1939.
- Славко Ј. Грујић, 1935 – 1937.
- Ђорђе Ђурић, 1931 – 1935.
- Божидар Пурић, отпр. послова, 1931.
- Ђорђе Ђурић, 1925 – 1931.
- Ђорђе Тодоровић, отправник послова, 1924 – 1925.
- Михаило Гавриловић, 1919 – 1924.
- Јован М. Јовановић Пижон, 1916 – 1918.
- Матеја Бошковић, 1914 – 1916.
- Славко Грујић, отпр. послова, 1908 – 1914.
- Михаило Милићевић, 1906 – 1908.

На дужности незваничног отправника послова у Лондону А. Јовичић је био до јула 1906.
- Чедомиљ Мијатовић, 1902 – 1903.
- Михаило Милићевић, 1902.
- Сима Лозанић, 1900 – 1902.
- Чедомиљ Мијатовић, 1895 – 1900.

Почетком 1889. Намесништво је донело одлуку да, из финансијских разлога, затвори Посланство и премести га у Париз. Александар Јовичић на месту отправника послова у Лондону остао је са прекидима до 1906.
- Јеврем Грујић, 1886 – 1891. (од 1889. у Паризу)
- Чедомиљ Мијатовић, 1884 – 1886.
- Филип Христић, 1883 – 1884.

Јован Мариновић посланик у Паризу, био је акредитован код „Краљице Сједињене краљевине Велике Британије и Ирске“ од 1880. до 1882.
Филип Христић је заједно са књегињом Јулијом учествовао у мисији у Великој Британији 1863. године, после бомбардовања Београда 1862. године.

## Занимљивости
- Доситеј Обрадовић је боравио у Великој Британији 1784/85. године, и том приликом је научио енглески језик.
- Српски језик се изучава на појединим универзитетима у Уједињеном Краљевству, тако га на Универзитету у Нотингему од 1981. предаје Дејвид Норис.[12]

## Поређење
|                 | Уједињено Краљевство                          | Србија                                        |
| --------------- | --------------------------------------------- | --------------------------------------------- |
| Становништво    | 63.705.000                                    | 9.024.734 (са КиМ)                            |
| Површина        | 243.610                                       | 88.361 km²                                    |
| Престоница      | Лондон - 8.278.251 (13.709.000 шире подручје) | Београд - 1.233.796 (1.659.440 шире подручје) |
| Облик владавине | Уставна монархија                             | Парламентарна република                       |
| Званични језик  | Енглески                                      | Српски                                        |